# 沼尻スキー場
沼尻スキー場（ぬまじりスキーじょう）は、福島県耶麻郡猪苗代町に位置するスキー場である。
1915年（大正4年）12月に開場。東北地方では現存する最古のスキー場である。

## 歴史
- 1915年（大正4年） 一本松ゲレンデ下部に隣接した当時の日本硫黄株式会社・沼尻鉱山従業員慰安のスキー大会が開催されたのが沼尻スキー場開設の基礎となる。
- 1920年（大正9年） 早稲田大学稲門スキー部が越後関温泉から沼尻温泉に本拠地と定め、沼尻スキー場を大々的に開発しスキー技術の向上と県内外は勿論地元青少年の技術指導にあたり、沼尻鉱山および沼尻鉄道の支援ならびに沼尻温泉・中ノ沢温泉の成長とともに繁栄した。
- 1924年（大正13年） 第2回福島県体スキー競技会が開催。以来福島県営スキー場として各種の大会が開催された。
- 1927年（昭和2年） 男坂ゲレンデに沼尻鉱山の電力を使用した捲揚機による15人乗りのソリにスキー客を乗せ、手旗信号をもって発進、降進の合図をして輸送を行う。また、下部の休憩小屋に夜間照明（鉱山坑内用深照灯）を設け、ナイトスキーを行った（日本におけるリフトおよびナイター各施設の先駆）。
- 1929年（昭和4年） ノルウェーからヘルセット中尉一行が複合競技、ジャンプ指導を行う。同年第1回全国中学校大会開催。
- 1930年（昭和5年）
  - 第2回全国中学校大会開催。
  - オーストリアのシュナイダーがジャンプを披露する。
- 1954年（昭和29年） 第1回福島県中学校大会開催。
- 1969年（昭和44年） 第1、第2リフトを改造。
- 1971年（昭和46年） 一本松ゲレンデ滑走コースの開拓10ヶ年計画を樹て整備に着手する。
- 1973年（昭和48年） 高松宮宣仁親王来場。
- 1978年（昭和53年） 第3リフト(300m)建設、第2食堂(30坪)新築。
- 1981年（昭和56年） 一本松ゲレンデ滑走コース10ヶ年計画終了。一本松ロマンスリフト(570m)建設。
- 1984年（昭和59年） 第2食堂64坪に増築、これを機に一本松レストハウスと改称。
- 1985年（昭和60年） 第1リフトをペアリフトに架け替え、及びナイター照明設備を設置。
- 1988年（昭和63年） 第5リフト、第6リフト建設および新コース造成。第1レストハウス新築。
- 1989年（平成元年） 第2リフトをペアリフトに架け替えする。
- 1990年（平成2年） 人工降雪機設備設置、水源地から貯水池までの導水管1,892m、貯水池容量2,000t、男坂・一本松配管延長1,400m。
- 1991年（平成3年） 人工降雪機設備増設、男坂および女坂配管延長218m。一本松山頂に第3レストハウス新築。
- 1992年（平成4年） 人工降雪機設備増設、一本松・ポプラコース配管延長438m。
- 1993年（平成5年） 圧雪車格納庫新築。
- 1998年（平成10年） 一本松ゲレンデ、新規拡張整備完了。
- 1999年（平成11年） 一本松クワッドリフト建設。
- 2009年（平成21年） 非鉄金属加工の株式会社川嶋（浜松市）がボナリ高原ゴルフクラブ・沼尻スキー場を取得[1]。
- 2013年（平成25年）株式会社マックアースが沼尻スキー場の運営会社オーディエンスサービスを川嶋から取得[1]。
- 2020年（令和2年）スキー場ブログに「4/1より新体制での運営となった」との記事がある。

## キャッチコピー
- 1994年（平成6年） 「スキー物語、開演」
- 2000年（平成12年） 「Best Snow Holiday」
- 2001年（平成13年） 「とことん　スノーホリデー」
- 2002年（平成14年） 「今年はここでキマリ！」
- 2003年（平成15年） 「ここで風になる。」
- 2004年（平成16年） 「夏より熱い冬が来る。」
- 2005年（平成17年） 「沼尻で遊んで。」
- 2006年（平成18年） 「ワクワクの冬。冬が楽しくなるところ・・・沼尻」
- 2007年（平成19年） 「ワクワク！　ドキドキ！　楽しい沼尻！」
- 2008年（平成20年） 「楽しさいっぱい　今年も沼尻！」
- 2009年（平成21年） 「ここは、誰でも楽しめる雪原！！」
- 2010年（平成22年） 「GOOD!SNOW」

## ゲレンデ
- 初級者コース
  - ファミリーコース（900m）MAX15°AVE10°ファミリーも安心して滑れる。
  - カラマツコース（1,200m）MAX12°AVE10°クロスコースを設置。
  - アカマツコース（1,200m）MAX11°AVE9°林間コース。
  - ポニーコース（240m）MAX30°AVE28°男・女坂と一本松のエリアを結ぶコース。
  - 女坂ゲレンデ（380m）MAX17°AVE10°レッスンゲレンデとして最適。
  - チビッコひろば　そりも楽しめる。
- 中級者コース
  - ポールチャレンジコース（850m）MAX22°AVE18°ポール練習が可能。
  - からまつコース（800m）MAX22°AVE18°ウェーブ等、各アイテムを設置したコース。
  - ポプラコース（660m）MAX20°AVE15°中級者・上級者向け。
  - しらかばコース（1,300m）MAX22°AVE12°ロングクルージングが楽しめる。
  - 男坂ゲレンデ（350m）MAX22°AVE16°グリーンラインから目立つゲレンデ。
- 上級者コース
  - 一本松コース（900m）MAX25°AVE20°一本松のメインコース
  - カモシカコース（500m）MAC30°AVE28°急斜面だが整備が行き届いている。

## 施設
- 索道

| リフト名             | 種別     | 長さ | 高低差 | 輸送人員  | 運輸開始日       |
| -------------------- | -------- | ---- | ------ | --------- | ---------------- |
| 沼尻第1ペアリフト    | ペア     | 300m | 52m    | 1,200人/h | 昭和30年12月30日 |
| 沼尻第2リフト        | ペア     | 520m | 110m   | 1,200人/h | 昭和35年12月20日 |
| 沼尻第5リフト        | ペア     | 910m | 101m   | 1,200人/h | 昭和63年12月17日 |
| 沼尻第6リフト        | ペア     | 400m | 99m    | 1,200人/h | 昭和35年12月17日 |
| 沼尻第7リフト        | ペア     | 230m | 17m    | 900人/h   | 平成7年12月15日  |
| 一本松クワッドリフト | クワッド | 900m | 150m   | 2,400人/h | 平成11年12月24日 |

- レストハウス

|                 | 内容                               | おすすめメニュー     | 収容人員 |
| --------------- | ---------------------------------- | -------------------- | -------- |
| 第1レストハウス | ショップ・トイレ・ロッカー・更衣室 | 会津名物ソースかつ重 | 194人    |
| 第2レストハウス | トイレ・ロッカー・更衣室           | 皿うどん             | 152人    |
| 第3レストハウス | トイレ                             | -                    | 56人     |
| 第4レストハウス |                                    | カレーライス（辛口） | 102人    |

- 駐車場
  - 2,000台　全日無料

## アクセス
- 鉄道
  - 磐越西線猪苗代駅よりタクシーで25分
- 車
  - 磐越自動車道磐梯熱海ICより母成グリーンライン（無料）経由21km

## 周辺
- 沼尻温泉
- 中ノ沢温泉